# So zähmen Sie Ihren inneren Schweinehund! Vom ärgsten Feind zum besten Freund
So zähmen Sie Ihren inneren Schweinehund! Vom ärgsten Feind zum besten Freund ist ein Sachbuch der Kategorie Alltagsratgeber des deutschen Juristen und Sachbuchautors Marco von Münchhausen. Das Buch wurde 2002 im Campus-Verlag veröffentlicht und gilt als das bekannteste Werk des Autors, dem 2007 in Zusammenarbeit mit Hartmut Scherer nach ähnlichem Muster Verkaufen mit dem inneren Schweinehund folgte.

## Inhalt
Das Buch wendet sich gegen die „Verschieberitis“ oder auch Prokrastination, die in der Regel dem „inneren Schweinehund“ unterliegt. Dieser vertagt aus Bequemlichkeit und latenten Ängsten getreu dem (Un)motto „Was du heute kannst besorgen, dass verschiebe ruhig auf morgen“ alle Aufgaben und Projekte solange, bis ihre Erfüllung unmöglich wird oder sie sich von selbst erledigt haben. Anhand von alltäglichen Problemstellungen (Prüfungsvorbereitungen) und bekannten Beispielen (Steuererklärung, Karriereplanung, Renovierung, Sportliche Fitness) stellt von Münchhausen die Grundverhaltensmuster und möglichen Diversifikationsstrategien unseres Unterbewusstseins allgemeinverständlich dar. Darüber hinaus belegt er die Folgenkette und formuliert schließlich für jedes einzelne Kapitel Merksätze, die so oder anders bereits früher auch im allgemeinen Schriftgut oder als teilweise philosophische Lebensweisheiten festgehalten wurden.
So schütze meist die Berge (der Aufgaben) der Glaube an die Unmöglichkeit des Vorhabens vor dem Versetztwerden. Mancher Vorsatz gehe baden, wenn die vermeintliche Pflicht rufe, wobei die Individuen jeweils recht erfinderisch seien im Erfinden zusätzlicher Pflichten. Dazu könnten selbst alltägliche und keinesfalls angenehme Hausarbeiten wie das Rasenmähen gehören, wenn es darum gehe, ungeliebte Tätigkeiten wie etwa die Steuererklärung zu verschieben.
Die weiteren simplen Merksätze lassen sich folgendermaßen benennen:
„Aus Gründen der Rücksichtnahme entfällt die Übernahme der Selbstverantwortung.“ Indem man die Rücksicht auf Dritte vorschiebt, also etwa die angeblichen Ziele der Familie oder Kollegen, verweigere man die eigene Verantwortung. „Im Konjunktiv formulierte Vorsätze werden selten realisiert.“ Vorsätze im Stile von „Ich könnte mal...“ bleiben stets im Konjunktiv behaftet.
„Die lange Bank ist der Schweinehunde liebste Werkzeugbank.“ „Beschwichtigung ist ein Betäubungsmittel mit den lähmendsten Nebenwirkungen.“ „Wer nicht zuständig ist, der braucht nicht zu handeln.“ „Bitte nichts ändern! Es könnte anders werden...“ „Wer nichts riskiert – sich nicht blamiert!“
„Wer morgen träge sein will, übe sich heute schon in Bequemlichkeit.“ „‚Versuchen wollen‘ kostet nichts – und bringt auch nichts.“ „Befehle im Komparativ sind nicht ausführbar.“ „Kein Termin – keine Tat.“ „Wer sich übernimmt, unternimmt nicht viel.“ „Die Ablenkung ist er erste Schritt auf dem Weg der Zielverfehlung.“ „Wer statt ‚ich muss‘ sagt: ‚ich will‘, verwandelt den inneren Druck in einen inneren Drang, etwas zu tun.“
Insgesamt fordert von Münchhausen vom Leser, der für diese Ratschläge empfänglich sein will, verbindlich formulierte, maßvolle beziehungsweise realistische Ziele, die er mit aktivem Willen angeht und nicht bei der ersten Enttäuschung aufgibt. Dabei gelte es nicht den „Innere Schweinehund“ immer und überall zu besiegen. Dies könne man kaum gewährleisten, da ihn das Unterbewusstsein stets für notwendige Auszeiten generiere. Stattdessen solle man ihn als notwendigen Verbündeten akzeptieren. Indem man seine Mechanismen verinnerliche, könnte man ihm besser begegnen, ohne den Gegendruck zu groß werden zu lassen. Trotz des ernsten Kerns verarbeitet der Autor das Thema betont humorvoll, was auch durch die diversen, teilweise kolorierten Illustrationen unterstützt wird.

## Rezeption
Das Werk wurde nicht nur von diversen Leitern von Führungsseminaren als begleitende Lektüre empfohlen, sondern auch in der Kinder- und Jugendlichenpsychotherapie von Universitätslehrern im Rahmen eines Seminars zur Thematik „Arbeitsstörung, Leistungsstörung, Prüfungsangst“ als mögliche Literatur genannt. Auch Selbsthilfegruppen wie die AAS (Anonyme Arbeitssüchtige) führen das Buch in ihrem Katalog. Darüber hinaus wird es auch in Studien-Seminaren verwendet, um Studierenden das Selbst- und Zeitmanagement nahezubringen, wie zum Beispiel an der Universität Ulm. Dem Band folgte 2007 in Zusammenarbeit mit Hartmut Scherer ein Werk nach ähnlichem Muster Verkaufen mit dem inneren Schweinehund.

## Ausgaben
- Marco von Münchhausen: So zähmen Sie Ihren inneren Schweinehund! Vom ärgsten Feind zum besten Freund. Campus, Frankfurt/New York 2002, (2. Aufl. 2007) ISBN 978-3-593-38307-1.

## Adaptionen
Hörbuch
- So zähmen Sie Ihren inneren Schweinehund! Vom ärgsten Feind zum besten Freund. Campus 2005, 148 Minuten, ISBN 3-593-37830-2.

## Rezensionen
- „Denn wie immer bei Ratgeberbüchern dieser Art gilt: Wiederholung ist alles. Grundsätzlich ließe sich die Botschaft wohl auch auf einer DIN-A4-Seite unterbringen. 230 Buchseiten verkaufen sich aber doch besser. Und nach der Lektüre nicht vergessen: Morgen den Keller aufräumen. Denn ich muß nicht. Ich will.“[21]
- „In spritzig-leichter Sprache gibt Marco von Münchhausen Schützenhilfe gegen das hinterlistige Tier.“[22]
- „Das neue an seinem Buch ist die Ausrichtung. Er schreibt nicht über Selbstmanagement im Allgemeinen, sondern über das spezielle Thema des Überwindens der inneren Widerstände bei der Umsetzung von neuen Vorhaben. Mit diesem Thema spricht er eine unendlich große Zielgruppe an. (...) Was mir auch gut gefallen hat ist, dass von Münchhausen den Schweinehund insgesamt als eine eigenständige durchaus sympathische Persönlichkeit darstellt und witzige Geschichten um seine Person spinnt. (...) Der Schreibstil ist sehr anschaulich und humorvoll. Die Struktur ist verständlich und viele Graphiken und Illustrationen lockern den Text auf. Lediglich der sehr häufige Einsatz von Ausrufezeichen hat mich etwas gestört.“[23]
- „Der Rezensent musste anfänglich an das „innere Team“ bei Schulz von Thun denken und fragte sich, ob hier nicht ernsthaft-hilfreiche psychologisch-kommunikative Methoden durch den Kakao gezogen werden sollen. Schließlich kann die Benennung innerer psychischer Kräfte mit dem Namen „Schweinehund“ und damit deren Persiflage ja auch den Zugang zu diesen Kräften versperren. (...) Hinweise wie „Das beste Mittel, um seine Furcht zu überwinden, ist das zu tun, wovor man sich fürchtet“ jedoch greifen auf verhaltenstherapeutische Erkenntnisse zurück und der Dialog mit dem inneren Schweinehund erinnert an die paradoxe Intention bzw. den Einsatz von Humor wie ihn z. B. die Logotherapie für den Umgang mit sich selbst empfiehlt. Es zeigt sich also, dass dem Autor sehr daran gelegen ist, hier wirklich eine fundierte Hilfestellung zu geben, mit Widerständen in sich selbst besser umzugehen. Man liest eine lustige Verpackung und bekommt dabei ernsthaft-hilfreichen Inhalt serviert.“[24]